# Jay Jay French
Jay Jay French eller J.J. French, egentligen John French Segall, född 20 juli 1952 i New York, USA, är en amerikansk gitarrist, känd för att ha bildat hårdrocksbandet Twisted Sister 1973.

## Diskografi (urval)
Studioalbum med Twisted Sister
- Under the Blade (1982)
- You Can't Stop Rock 'n' Roll (1983)
- Stay Hungry (1984)
- Come Out and Play (1985)
- Love Is for Suckers (1987)
- Still Hungry (2004)
- A Twisted Christmas (2006)